# Sami Keinänen
Sami Keinänen, mer känd som G-Stealer, född 23 november 1973 i Rovaniemi i Finland, är en finländsk basist som var Lordis första 1996–1999. Hans dräkt designades av Mr. Lordi och övertogs efter några mindre förändringar av trummisen Kita då G-Stealer lämnade bandet.